# فرایدی هاربر (واشینگتن)
فرایدی هاربر (Friday Harbor) نام شهرکی در سن خوان در ایالت واشینگتن آمریکا است. این شهرک در سرشماری سال ۲۰۱۰، ۲۱۶۲ تن جمعیت داشت.
فرایدی هاربر مرکز تجاری اصلی جزایر سن خوان است.